# Marina Lévy
 (juillet 2025).
Marina Lévy, née le 31 mai 1968 à Paris, est une océanographe française. Elle est directrice de recherche au CNRS et conseillère pour l’océan auprès de la présidente de l’IRD depuis le 15 mars 2024. Elle est également co-créatice et responsable scientifique du baromètre Starfish, le premier bulletin de santé global de l’océan qu’elle a présenté devant les chefs d’états et de gouvernements présents à l’UNOC3 le 8 juin 2025 à Nice.
Ses travaux contribuent à une meilleure compréhension des interactions entre la physique de l’océan et la biogéochimie, en lien avec le climat et la biodiversité.

## Formation et début de carrière
Après une scolarité au lycée Rodin à Paris, Marina Lévy entre en classes préparatoires aux grandes écoles au lycée Saint-Louis. En 1989, elle intègre l'École polytechnique où elle suit une formation en physique. En 1996, elle soutient une thèse de doctorat en océanographie, météorologie et environnement de Sorbonne Université, intitulée «Modélisation des processus biogéochimiques en Méditerranée nord-occidentale. Cycle saisonnier et variabilité mesoéchelle».
Elle poursuit alors en post-doctorat au Lamont-Doherty Earth Observatory de l'université Columbia, aux États-Unis, avant d'intégrer le Centre national de la recherche scientifique (CNRS) en 1998. En 2006, elle obtient son habilitation à diriger des recherches de Sorbonne Université, sur le thème «Modulation de la production biologique par la turbulence océanique de mésoéchelle».

## Carrière et contributions scientifiques
Depuis 1999, Marina Lévy est chercheuse au Laboratoire d’Océanographie et de Climatologie (LOCEAN) de l’Institut des sciences du climat Pierre-Simon Laplace (IPSL), où elle occupe actuellement le poste de directrice de recherche de classe exceptionnelle. Avec l’académicien Laurent Bopp, elle enseigne la biogéochimie marine à l’ENS et à l’Ecole Polytechnique.
Marina Lévy est spécialisée dans l'étude de la turbulence océanique et son impact sur les écosystèmes marins et le climat. Elle montre notamment comment les petits tourbillons océaniques influencent la production biologique et participent à la régulation du cycle du carbone.
Ses recherches portent sur le rôle de l'océan dans le système climatique, la turbulence océanique, sur les écosystèmes marins, la biodiversité planctonique, les cycles biogéochimiques du carbone, de l’azote et de l’oxygène, la télédétection océanique, les jumeaux numériques de l’océan, l’utilisation de l’IA en océanographie et les modèles du système terrestre.
Lors de sa thèse, elle code les premières briques qui permettent l’incorporation de la biogéochimie marine dans le modèle numérique de l’océan NEMO. Ces fondements servent aujourd’hui à la construction de l’«European Digital Twin of the Ocean». Entre 2005 et 2010, elle participe à l’élaboration des premières simulations numériques de très haute résolution de l’océan en profitant des capacités du super-calculateur le plus puissant de l’époque, le Earth Simulator (Yokohama, Japon). Ces simulations ont contribué à promouvoir la recherche sur le rôle de la turbulence océanique de meso et sub-mésoéchelle (une des grandes inconnues du climat). En parallèle, elle travaille en Inde, au National Institute of Oceanography à Goa, où elle effectue de nombreux séjours entre 2005 et 2018. Elle collabore régulièrement avec des institutions de recherche internationales, notamment le MIT et NYU.
De 2013 à 2024, elle est Éditrice associée pour la revue scientifique Global Biogeochemical Cycles, de l’American Geophysical Union.
En 2019, elle est membre de la délégation française chargée de la négociation du rapport spécial du GIEC sur les Océans et la Cryosphère.
Elle a dirigé 14 thèses à Sorbonne Université, dont celle de Laure Resplandy et de Pierre Karleskind et co-dirigé plusieurs autres thèses en Inde, au Sénégal et aux Etats-Unis.
Elle est également impliquée dans le mentorat de femmes scientifiques.

## Médiation scientifique
Marina Levy a écrit des articles à destination du grand public. Elle pilote un dossier pour La Jaune et la Rougé dédié à l’océan qui sort en janvier 2024, «Menace sur l’océan».
Le 11 février 2025, pour l’inauguration de l’année de la mer, elle donne un cours magistral devant la ministre de la transition écologique Agnes Panier-Runacher sur les liens entre océan, climat et biodiversité. Elle est impliquée dans un grand nombre d'activités de sensibilisation, y compris des interviews à la radio, à la télévision et dans la presse et donne de nombreuses conférences dans le milieu académique, en entreprises et pour le grand public.

## Distinctions et reconnaissance
- 2004: Médaille de bronze du CNRS pour ses contributions en océanographie
- 2010: Houghton lecturer au MIT

## Publications
Marina Lévy est auteure de nombreuses publications scientifiques  dans des revues internationales à comité de lecture. Ses travaux sont souvent cités dans le domaine de l'océanographie et de la modélisation climatique.
En 2025, elle est autrice de l'ouvrage "L’océan en 30 questions", sorti en mai 2025 aux éditions DILA et co-directrice scientifique de "L'océan en commun" aux éditions IRD.